# Lo Guixar
Lo Guixar és una muntanya de 636 metres que es troba al municipi de la Figuera, a la comarca catalana del Priorat.